# Aguallamaya Lake
Aguallamaya Lake är en sjö i Bolivia.   Den ligger i departementet La Paz, i den västra delen av landet, 500 kilometer nordväst om huvudstaden Sucre. Aguallamaya Lake ligger 3 825 meter över havet. Arean är 96 kvadratkilometer. Den sträcker sig 0,7 kilometer i nord-sydlig riktning, och 0,8 kilometer i öst-västlig riktning.
Omgivningarna runt Aguallamaya Lake är i huvudsak ett öppet busklandskap. Runt Aguallamaya Lake är det ganska glesbefolkat, med 26 invånare per kvadratkilometer.